# Somborn
Somborn è una frazione del comune di Freigericht, nel circondario del Meno-Kinzig, nell'Assia orientale. Vi ha sede l'amministrazione municipale di Freigericht.